# آواتار: آخرین بادافزار (فصل ۱)
کتاب یکم: آب (به انگلیسی: Book One: Water) اولین فصل از آواتار: آخرین بادافزار مجموعه انیمیشنی آمریکایی ساخته شده توسط استدیوی نیکلودئون است. این انیمیشن توسط مایکل دانته دی‌مارتینو و برایان کونیتزکو ساخته شد. فصل اول در نیکلودئون در ۲۱ فوریه ۲۰۰۵ پخش شد. این فصل شامل بیست قسمت بود و در ۲ دسامبر ۲۰۰۵ به پایان رسید. سریال با صدای زک تایلر آیزن، می ویتمن، جک دسنا، دانته باسکو، دی بردلی بیکر، ماکو ایواماتسو، جیسون آیزکس به عنوان شخصیت‌های اصلی آغاز شد.
هر قسمت از فصل در اولین پخش، بیش از یک میلیون بیننده را به خود جذب کرد. بین ۳۱ ژانویه ۲۰۰۶ و ۱۹ سپتامبر ۲۰۰۶، پنج مجموعهٔ دی‌وی‌دی در ایالات متحده منتشر شد که هر کدام حاوی چهار قسمت از فصل بود. نیکلودئون همچنین در ۱۲ سپتامبر ۲۰۰۶ «بسته کامل مجموعه کتاب اول» را منتشر کرد که شامل تمام قسمت‌های فصل و همراه یک دیسک ویژگی خاص بود. انتشارهای اصلی در منطقهٔ یک کدگذاری می‌شدند؛ یک نوع دی‌وی‌دی که تنها دستگاه‌های پخش آمریکای شمالی پخش می‌شد. نیکلودئون از ۲۰۰۷ تا ۲۰۰۹، دی‌وی‌دی‌های منطقهٔ دو را منتشر کرد که می‌توانستند در اروپا پخش شوند.
از کتاب یکم: آب فیلمی لایو اکشن آخرین بادافزار به کارگردانی ام. نایت شامالان اقتباس شده که این فیلم در سال ۲۰۱۰ منتشر شد.

## داستان
این فصل حول محور قهرمان داستان، آنگ و دوستانش کاتارا و ساکا می‌گردد که برای یافتن استاد آب‌افزاری برای آنگ و کاتارا عازم سفری به قطب شمال می‌شوند. ملت آتش جنگی برای پایان همه چیز در مقابل امپراتوری خاک و قبایل آب به راه انداخته‌اند که در ادامه قتل‌عام صحرانشینان باد در صد سال گذشته‌است. آنگ، آواتار حال حاضر، باید بر عناصر چهارگانه (باد، آب، خاک و آتش) مسلط شود تا جنگ را به پایان برساند. در میان این مسیر، آنگ و دوستانش توسط تعقیب کنندگان مختلفی تعقیب می‌شوند: شاهزاده تبعید شده ملت آتش زوکو، همراه عمویش آیرو و ژنرال سابق و دریاسالار ژائو از نیروی دریایی آتش.

## قسمت‌ها
| شم. کلی | شم. در فصل | عنوان                            | کارگردان      | نویسنده                                 | انیمیشن‌سازی‌شده توسط | تاریخ انتشار اصلی | کد تولید |
| --- | ---------- | -------------------------------- | ------------- | --------------------------------------- | ------------------- | ----------------- | -------- |
| ۱ | ۱          | «پسری در کوه یخ»                 | دیو فیلونی    | مایکل دانته دی‌مارتینو و برایان کونیتزکو | جی‌ام انیمیشن        | ۲۱ فوریه ۲۰۰۵     | ۱۰۱      |
| کاتارا و ساکا، دو خواهر و برادر از قبیلهٔ آب جنوبی پس از خشم کاتارا برای سرزنش ساکا که موجب آب‌افزاری تصادفی وی شده بود، پسری گیرافتاده در یخ را پیدا می‌کنند. آن‌ها او را آزاد می‌کنند و وی خود را آنگ معرفی می‌کند؛ یک بادافزار از صحرانشینان باد؛ فرهنگ و قومی که اعتقاد بر این بود که ۱۰۰ سال است منقرض شده. آنگ و گاومیش پرنده شش پای خود آپا، کاتارا و ساکا را به روستایشان همراهی می‌کنند. در همین حال، شاهزاده زوکو از ملت آتش، همراه عمویش آیرو به گشت زنی در اطراف آب‌ها برای جستجوی آواتار می‌پردازند. آواتار قدرتی افسانه‌ای دارد که می‌تواند هر چهار عنصر را کنترل کند و تعادل را به جهان بیاورد. کاتارا به آنگ می‌گوید که یک آب‌افزار است، اما در قبیلهٔ آب جنوبی هیچ آب‌افزار دیگری نیست تا به او آموزش بدهد. آنگ قول می‌دهد تا او را به قبیله آب شمالی ببرد تا یک معلم بیابد. مواجههٔ اتفاقی با یک کشتی رها شدهٔ ملت آتش، نشان می‌دهد آنگ از جنگی که ملت آتش برای ۱۰۰ سال علیه دیگر ملت‌ها به راه انداخته‌اند بی‌خبر است. آن‌ها از این موضوع استنباط می‌کنند که آنگ باید برای مدت زیادی یخ زده بوده باشد. این دو به‌طور تصادفی علامت شعله‌ای در کشتی شلیک می‌کنند؛ هشداری که زوکو را که به آواتار در این نزدیکی مظنون بود متوجه می‌کند. |            |                                  |               |                                         |                     |                   |          |
| ۲ | ۲          | «آواتار بازمی‌گردد»               | دیو فیلونی    | مایکل دانته دی‌مارتینو و برایان کونیتزکو | جی‌ام انیمیشن        | ۲۱ فوریه ۲۰۰۵     | ۱۰۲      |
| پس از جلب توجه ملت آتش به روستا، با وجود اعتراض‌های کاتارا، آنگ تبعید می‌شود. زوکو زود به روستا می‌آید و خواستار تسلیم شدن آواتار به او می‌شود. آنگ برای دفاع به روستا بازمی‌گردد؛ اینجا جایی است که می‌فهمد در واقع، آواتار خودش است. سپس او به شرطی که روستاییان رها شوند خودش را تسلیم می‌کند. زوکو موافقت می‌کند. بعد از آن کاتارا و ساکا تصمیم می‌گیرند وی را با آپا دنبال کنند. داخل کشتی زوکو، او خود را آزاد می‌کند و با زوکو مبارزه می‌کند. آنگ تقریباً از زوکو شکست می‌خورد. به داخل آب انداخته می‌شود و تقریباً غرق می‌شود اما او با آب‌افزاری در «حالت آواتاری» خودش را نجات می‌دهد. در این حالت چشم‌ها و علامت‌های روی بدن او می‌درخشند. او علیه زوکو آب‌افزاری می‌کند. بعد که هر سه بر روی آپا دور می‌شوند، مسیری در قطب شمال مشخص می‌کنند تا آنگ و کاتارا بتوانند آب‌افزاری را یاد بگیرند. |            |                                  |               |                                         |                     |                   |          |
| ۳ | ۳          | «معبد باد جنوبی»                 | لورن مک‌مولان  | مایکل دانته دی‌مارتینو                   | دی‌آر مووی           | ۲۵ فوریه ۲۰۰۵     | ۱۰۳      |
| آنگ مشتاق به بازگشت به خانه‌اش در معبد باد جنوبی است؛ اگرچه کاتارا نگران است که شواهد حملهٔ ملت آتش ممکن است باعث اضطراب و ناراحتی او شود. آنگ کاتارا و ساکا را به اطراف معبد که اکنون حالی از سکنه است می‌برد و از مرشد خود، مانک گیاتسو خاطره می‌گوید. هنگامی که برای گرفتن یک لمور پرنده بازیگوشی می‌کند، اسکلت مانک گیاتسو را می‌یابد که توسط کلاه‌خودهای ملت آتش محصور شده‌است. او از غصه و ناراحتی‌اش وارد حالت آواتاری می‌شود. بعد از آن که کاتارا و ساکا او را آرام می‌کنند، وی می‌فهمد که او آخرین بادافزار باقی مانده‌است. آن‌ها لمور را به عنوان حیوان خانگی می‌گیرند و اسمش را مومو می‌گذارند. در همین حال زوکو برای تعمیر کشتی خود متوقف می‌شود و توسط ژائو، فرمانده در نیروی دریایی ملت آتش، مورد استقبال قرار می‌گیرد. زوکو تلاش می‌کند اینکه آواتار را دیده را پنهان کند. اما ژائو حقیقت را متوجه می‌شود خود مأموریت گرفتن آواتار را برعهده می‌گیرد و زوکو را ناتوان در نظر می‌گیرد. زوکو از قبول این موضوع سر باز می‌زند، چرا که گرفتن آواتار تنها راه بازگشت او از تبعید ملت آتش است. کشمکش‌ها بین این دو بالا می‌گیرد در نتیجه، آن‌ها همدیگر را به دوئل آتش‌افزاری طلبیدند (که با نام آگنی کای شناخته شده‌است). زوکو دوئل را می‌برند. بعد ژائو تلاش می‌کند هنگامی که زوکو پشتش را به طرف او چرخاند به او حمله کند ولی توسط آیرو که مداخله کرده و ژائو را برای رفتار ناشایست ملامت می‌کند متوقف می‌شود. آگنی کای جرقهٔ رقابت تلخ و تیزی بین روکو و ژائو می‌شود. |            |                                  |               |                                         |                     |                   |          |
| ۴ | ۴          | «جنگجویان کیوشی»                 | جیانکارلو ولپ | نیک مالیس                               | جی‌ام انیمیشن        | ۴ مارس ۲۰۰۵       | ۱۰۴      |
| در دنبالهٔ یک استراحت کوتاه از سفرهای‌شان، آنگ گروه را به جزیرهٔ پادشاهی خاک کیوشی می‌برد. ماهی بزرگی هنگامی که او در تکاپو برای راندن یک کپور گلگون است، در آب‌های مجاوز زندگی می‌کند. به هر ترتیب، گروه توسط گروهی از جنگجویان به نام جنگجویان کیوشی که تماماً از دختران متشکل بودند و از جزیره محافظت می‌کردند دستگیر می‌شوند، اما هنگامی که آنگ ثابت می‌کند که آواتار است آن‌ها را آزاد می‌کنند و او به سرعت میان ساکنان جزیره احترام کسب می‌کند. اما محبوبیت او به خصوص میان دختران، خیلی زود باعث ایجاد شکافی بین او و کاتارا می‌شود. در همین حین ساکا بعد از اینکه بابت بهتر بودن دختران در آموزش زرمی خجالت می‌کشد، می‌کوشد خود را از جنگجویان کیوشی قوی تر نشان دهد. اما وقتی که به خجالت بیشتری تن می‌دهد، غرورش را فرو می‌برد و محترمانه می‌خواهد توسط رهبر گروه، سوکی آموزش ببیند. او موافقت می‌کند. میل آنگ به محبوبیت به زودی او و کاتارا را در معرض خطر قرار می‌دهد. زوکو هنگامی که او تلاش می‌کند تا روی ماربزرگ دریایی اوناگی سوار شود به محل آن‌ها پی می‌برد و حمله می‌کند ولی آنگ، کاتارا و ساکا قبل از اینکه کل جزیره توسط حمله ملت آتش موجب تلفات شود موفق به فرار می‌شوند. آنگ از اوناگی برای خاموش کردن آتش ناشی از حملهٔ ملت آتش استفاده می‌کند. |            |                                  |               |                                         |                     |                   |          |
| ۵ | ۵          | «پادشاه اوماشو»                  | آنتونی لیویی  | جان اوبریان                             | دی‌آر مووی           | ۱۸ مارس ۲۰۰۵      | ۱۰۵      |
| ایستگاه بعدی سفر گروه، شهر پادشاهی خاک، اوماشو است. در آنجا آنگ به کاتارا و ساکا سیستم تحویل نامهٔ پستی اوماشو را نشان می‌دهد. یک شبکهٔ کلان از گذرگاه‌های سنگ که او و دوستش بومی (در زبان سانسکریت به معنای «زمین») صد سال پیش برای سرگرمی روی آن‌ها سوار می‌شدند. این سه شروع به سواری روی آن می‌کنند اما وقتی که به گاری تاجر کلم می‌خورند و آن را نابود می‌کنند به دردسر می‌افتند. آن‌ها نزد پادشاه شهر که پیرمردی سالخورده و غیر معقول با مهارت قابل توجه و توانا در خاک‌افزاری است برده می‌شوند. او به‌طور غیرمنتظره آن سه را یک به ضیافت دعوت می‌کند؛ در طی آن متوجه اینکه آنگ آواتار است می‌شود و آن سه را به زندان می‌اندازد. روز بعد آنگ را با سه چالش کشنده رو به رو می‌کند تا مهارت‌های او را آزمایش کند تا آزادی‌شان را به دست آورد. بعد از آن که آنگ همه چالش‌ها را پشت سر می‌گذارد، پادشاه از او می‌خواهد تا اسمش را حدس بزند. آنگ دربارهٔ سوالات فکر می‌کند و در نهایت استنباط می‌کند که پادشاه، دوست قدیمی خود، بومی است. بومی و آنگ دوباره به هم می‌پیوندند، کاتارا و ساکا آزاد می‌شوند و بومی ابزار می‌کند که چالش‌ها را به عنوان آماده‌سازی برای رویارویی احتمالی با ارباب آتش، اوزای قرار داده بوده‌است. |            |                                  |               |                                         |                     |                   |          |
| ۶ | ۶          | «زندانی‌شده»                      | دیو فیلونی    | متیو هوبارد                             | جی‌ام انیمیشن        | ۲۵ مارس ۲۰۰۵      | ۱۰۶      |
| آنگ، کاتارا و ساکا هنگامی که خاک‌افزار جوانی به نام هارو را ملاقات می‌کنند، در شهر کوچکی از امپراتوری خاک اردو زدند. با این حال، شهر توسط ملت آتش اشغال شده و خاک‌افزاری ممنوع است. کاتارا هارو را متقاعد می‌کند که برای نجات مردی پیر از خاک‌افزاری استفاده کند. اما همان مرد هارو را به ملت آتش تحویل می‌دهد. سپس کاتارا با دستگیر کردن خود به دلیل خاک‌افزاری به کمک آنگ و ساکا، یک نقشه برای آزاد کردن هارو درست می‌کند. او وقتی وارد زندان ملت آتش که استحکامات نظامی فلزی در دریا است می‌شود، هارو و پدرش که مدت زیادی زندانی است را می‌یابد. با این حال، متوجه می‌شود که همه زندانی‌ها امید خود را از دست داده‌اند؛ به دلیل آنکه توانایی کنترل (خاک) ندارند. کاتارا با موفقیت به همراه آنگ و ساکا شورشی را به وسیلهٔ آزاد کردن زغال‌سنگ از استحکامات نظامی که از آن برای الهام بخشیدن به آن‌ها برای حرکت و عمل استفاده می‌کند، رهبری می‌کند. همه خاک‌افزارها بعد از جنگ با محافظان ملت آتش، فرار می‌کنند و با برنامه‌ای برای شورش کردن در مقابل ملت آتش اشغال‌گر به شهر اشغال شده خود بر می‌گردند. هارو از کاتارا بابت برگرداندن پدرش تشکر می‌کند. کاتارا متوجه می‌شود گردنبند مادرش گمشده است، اما توسط زوکو در استحکامات نظامی یافته می‌شود. |            |                                  |               |                                         |                     |                   |          |
| ۷ | ۷          | «چله زمستان، بخش ۱: دنیای ارواح» | لورن مک‌مولان  | آرون اهاز                               | دی‌آر مووی           | ۸ آوریل ۲۰۰۵      | ۱۰۷      |
| این سه به روستای کوچکی از پادشاهی خاک می‌روند که توسط هی بای، هیولایی از دنیای ارواح، مورد حمله قرار می‌گیرد. مردم روستا معتقدند به خاطر اینکه آواتار پلی میان دنیای فیزیکی و دنیای ارواح است، آنگ می‌تواند با روح، صلح برقرار کند. تلاش آنگ برای آرام کردن هیولا ناموفق است و ساکا در روند حملهٔ روح به روستا ربوده می‌شود. آنگ او را دنبال می‌کند اما شکست می‌خورد و به دنیای ارواح می‌رسد که در آن نه دیده می‌شود و نه شنیده و توانایی بادافزاری هم ندارد. در آن جا به او گفته می‌شود روکو، آواتار پیشین، پیامی برای او دربارهٔ انقلاب زمستانی دارد که توسط اژدهای روکو تحویل داده می‌شود. بعد از بازگشت، آنگ اقدام به آرام کردن حمله‌های روح کرد. روح بابت اینکه در جنگل نزدیک، نابودی آن را توسط ملت آتش دیده بوده ناراحت است. در جای دیگر آیرو هنگامی که در آب گرم حمام می‌کرد توسط سربازان پادشاهی خاک دستگیر می‌شود. سربازان قصد دارند تا او را به پایتخت پادشاهی خاک، با سینگ سی ببرند، تا با عدالت رو به رو شود. اما آیرو با حیله و به کمک زوکو آزاد می‌شود و مدتی از تعقیب آواتار چشم پوشی می‌کنند. |            |                                  |               |                                         |                     |                   |          |
| ۸ | ۸          | «چله زمستان، بخش ۲: آواتار روکو» | جیانکارلو ولپ | مایکل دانته دی‌مارتینو                   | دی‌آر مووی           | ۱۵ آوریل ۲۰۰۵     | ۱۰۸      |
| آنگ کاتارا و ساکا به معبدی در جزیره‌ای از ملت آتش سفر می‌کنند تا آنگ بتواند پیام روکو را دریافت کند. آن‌ها از محاصرهٔ ژائو می‌گذرند. زوکو با وجود طرد شدن از ملت آتش، آن‌ها را از میان محاصره تعقیب می‌کند. در معبد آن‌ها متوجه می‌شوند که حکمای آتش که از معبد محافظت می‌کنند، دیگر به آواتار وفادار نیستند بلکه به ارباب آتش وفادار اند. حکما حمله می‌کنند اما یکی از آن‌ها ثابت می‌کند که هنوز به آواتار وفادار است و آن‌ها را به جایگاه مقدس معبد هدایت می‌کند. آنگ به دشواری و در هنگام نزدیک به دستگیر شدن فرار می‌کند و وارد جایگاه مقدس می‌شود. ژائو می‌رسد و قصد دارد هم زوکو و هم آنگ را دستگیر کند. آواتار روکو بر آنگ پدیدار می‌شود و او را در خصوص ستارهٔ دنباله داری که ارباب آتش سوزین می‌خواهد از آن برای شروع جنگ به وسیلهٔ مهار کردن قدرت آن جهت افزایش کنترل (آتش) استفاده کند آگاه می‌کند. ستارهٔ دنباله دار آخر تابستان آینده بازمی‌گردد و این قدرت را به ملت آتش می‌دهد تا جنگ را به پایان برسانند. آنگ باید پیش از بازگشتن ستارهٔ دنباله دار، به چهار عنصر مسلط شود و ارباب آتش را شکست دهد. روح روکو داخل بدن آنگ ظاهر می‌شود، نیروهای ژائو را پس می‌زند و معبد را از بین می‌برد. آنگ، کاتارا، ساکا و زوکو فرار می‌کنند. |            |                                  |               |                                         |                     |                   |          |
| ۹ | ۹          | «طومار آب‌افزاری»                 | آنتونی لیویی  | جان اوبریان                             | جی‌ام انیمیشن        | ۲۹ آوریل ۲۰۰۵     | ۱۰۹      |
| آنگ از بابت اینکه باید قبل از رسیدن ستارهٔ دنباله دار سوزین بر تمام عناصر مسلط شود تا ارباب آتش را شکست دهد، آشفته و عصبانی است. بدین ترتیب، کاتارا با وجود آموزش محدود، آموزش آب‌افزاری به آنگ را آغاز می‌کند. آب‌افزاری به‌طور طبیعی به آنگ می‌رسد که باعث ناامیدی کاتارا می‌شود. بعداً، هنگامی برای خرید تدارکات در شهر بودند، کاتارا یک طومار آب‌افزاری در کشتی‌ای که در دست دزدان دریایی است پیدا می‌کند و بدون معطلی آن را می‌دزدد. کاتارا تلاش و تقلا می‌کند تا تکنیک‌های طومار را یاد بگیرد در صورتی که آنگ آن‌ها را به سرعت فرا می‌گیرد و کاتارا را بیشتر ناامید می‌کند. در همین حال، زوکو نزد دزدان دریایی می‌رود و موافقت می‌کند که به آن‌ها در یافتن طومار کمک کند و متعاقباً آنگ را هم بیابد. آن‌ها به سرعت آنگ، کاتارا و ساکا را پیدا و دستگیر می‌کنند. اما ساکا دزدان دریایی را در مقابل زوکو قرار می‌دهد. هر سه به وسیلهٔ آنگ و کاتارا که از مهارت‌های تازه رشد یافته آب‌افزاری استفاده می‌کنند از جنگ فرار می‌کنند. |            |                                  |               |                                         |                     |                   |          |
| ۱۰ | ۱۰         | «جت»                             | دیو فیلونی    | جیمز ایگان                              | جی‌ام انیمیشن        | ۶ مه ۲۰۰۵         | ۱۱۰      |
| آنگ، کاتارا و ساکا پس از برخورد اتفاقی با اردوگاه دستهٔ سربازان ملت آتش، توسط نوجوانی سرکش به نام جت و گروه مبارزان آزادی‌خواه نجات می‌یابند. جت گروه را به مخفیگاه خانه درختی وسیع دعوت می‌کند؛ جایی که گروه حملاتشان را طرح چینی می‌کنند. جت و کاتارا به سرعت با هم جور می‌شوند اما ساکا به آن‌ها سوء ظن دارد، او ساکا را به وسوسه به ماموریت‌ها می‌کشاند اما بعد از این که به پیرمردی ظاهراً بی خطر حمله می‌کند، ساکا به‌طور قابل توجهی نسبت به انگیزه‌های جت و اعمالش نگران می‌شود. ساکا نمی‌تواند آنگ و کاتارا را نسبت به نگرانی‌هایش متقاعد کند. در حالی که جت از آنگ و کاتارا برای نجات شهری نزدیک پادشاهی خاک به وسیله پرکردن مخزن کمک می‌گیرد، نیت اصلی او غرق کردن شهر است. فدا کردن شهروندان بی گناه برای نابودی پادگان مستقر شده ملت آتش در آن جا. به هر صورت، ساکا موفق می‌شود شهر را تخلیه کند. شهروندان خاک و آتش با کمک همان پیرمرد در زمان، نقشه جت را خنثی می‌کنند. |            |                                  |               |                                         |                     |                   |          |
| ۱۱ | ۱۱         | «شکاف بزرگ»                      | جیانکارلو ولپ | جان اوبریان                             | دی‌آر مووی           | ۲۰ مه ۲۰۰۵        | ۱۱۱      |
| گروه به دوراهی مرگ و زندگی، بلندترین درهٔ جهان برمی‌خورند. کاتارا و ساکا شروع به دعوا و پرخاش می‌کنند، پس آواتار تصمیم می‌گیرد میانجی‌گری کند و صلح را ترویج دهد! او مشاجره کوچک آن‌ها را با موفقیت حل می‌کند اما این مهارت آنگ میان دو قبیلهٔ امپراتوری خاک زود مورد آزمایش قرار می‌گیرد، میان قبیله‌های ژانگ و گان جین که برای صدسال درگیر یک جنگ و اختلاف قبیله‌ای بوده‌اند. آن‌ها به اجبار به واسطهٔ ملت آتش مجبور می‌شوند با هم از دره‌ای عبور کنند و آنگ آپا را با نیازمندترین مردم از دو قبیله می‌فرستد و با خاک‌افزار آگاه، الباقی را از میان چشم‌انداز خشک و وسیع راهنمایی می‌کند. در میان راه، توسط شکارچی بومی بزرگ و خطرناکی به نام خزنده‌های دره، شبیه ترکیب عنکبوت و تمساح، دنبال و گرفته می‌شوند. در آخر، آنگ می‌تواند نزاع قبیله ای را پایان دهد و دو قبیله با هم به پایتخت مشهور امپراتوری خاک، با سینگ سه می‌روند. |            |                                  |               |                                         |                     |                   |          |
| ۱۲ | ۱۲         | «طوفان»                          | لورن مک‌مولان  | آرون اهاز                               | جی‌ام انیمیشن        | ۳ ژوئن ۲۰۰۵       | ۱۱۲      |
| ساکا به عوض پول لازم بودن گروه، دستیار یک ماهیگیر می‌شود. ماهیگیر آنگ را سرزنش می‌کند و با عصبانیت او را خطاب می‌کند: «آواتار، کسی که پشتش را به دنیا کرد». آنگ پرواز می‌کند و بعداً برای کاتارا فاش می‌کند که چون راهبان معبد باد جنوبی می‌خواستند او را از گیاتسو جدا کنند تا آموزش‌های آواتاری او را شروع کنند، از خانه فرار کرده‌است؛ او بعد از گرفتار شدن در طوفانی وحشتناک و سقوط به داخل اقیانوس، خودش و آپا را در یک کوه یخ در آب، مهر و موم می‌کند. در همین حال، بعد از حل اختلاف و نزاع داخل کشتی زوکو، آیرو به خدمه می‌گوید که جای زخم صورت زوکو نتیجه یک دوئل با پدر خودش است که وقتی زوکو در یک جلسه نسبت به نقشه ای برای فدا کردن سربازان ملت آتش بلند و بی پرده صحبت کرد گرفته بود. زوکو متعاقباً به دلیل نشان دادن ضعف برای امتناع از نبرد با اوزای، تبعید و برای دستگیر کردن آواتار فرستاده شد. هنگامی که طوفان رخ می‌دهد، ساکا و ماهیگیر توسط آنگ و کاتارا نجات می‌یابند. آنگ مجبور می‌شود وارد حالات آواتاری شود و اتفاقاتی که هنگام گیر افتادن در کوه یخ موجب شد را منعکس کند، اما این بار قادر است با ماهیگیر، کاتارا و ساکا فرار کند. زوکو نیز هنگامی که کشتی اش به وسیله رعد و برق مورد اصابت قرار می‌گیرد، قهرمانانه عمل می‌کند و یکی از خدمه را که روی پل گیرافتاده بود، نجات می‌دهد. آیرو از آتش‌افزاری برای هدایت دوباره رعد و برق از کشتی استفاده می‌کند. زوکو آنگ را بر روی آپا در حال پرواز می‌بیند اما برای به امنیت رساندن خدمه، آن‌ها را تعقیب نمی‌کند. |            |                                  |               |                                         |                     |                   |          |
| ۱۳ | ۱۳         | «روح آبی»                        | دیو فیلونی    | مایکل دانته دی‌مارتینو و برایان کونیتزکو | دی‌آر مووی           | ۱۷ ژوئن ۲۰۰۵      | ۱۱۳      |
| ساکا به دلیل قرار گرفتن در معرض عناصر در حین طوفان از بیماری رنج می‌برد. وقتی کاتارا نیز به این بیماری دچار می‌شود، آنگ به امید یافتن دارو به نزد مؤسسه گیاه‌شناسی می‌رود. آنگ در پی جمع‌آوری علاجی که گیاه‌شناس توصیه می‌کند، توسط کمانداران یو یان که توسط دریاسالار ژائو که به تازگی ترفیع پیدا کرده بود دستور گرفته بودند، ربوده می‌شود. با این حال یک غارتگر شمشیرزن ماسک دار به نام «روح آبی» آنگ را از پادگان ژائو نجات می‌دهد. روح آبی هنگام فرا بی هوش می‌شود و آنگ متوجه می‌شود که او شاهزاده زوکو است. آنگ او را نجات داده و به او پیشنهاد دوستی می‌دهد، اما وقتی او شدیداً امتناع می‌ورزد، می‌گریزد. زوکو برای خواب به کشتی اش بر می‌گردد، در همین حال آنگ کاتارا و ساکا را معالجه می‌کند. |            |                                  |               |                                         |                     |                   |          |
| ۱۴ | ۱۴         | «پیشگو»                          | دیو فیلونی    | آرون اهاز و جان اوبریان                 | جی‌ام انیمیشن        | ۲۳ سپتامبر ۲۰۰۵   | ۱۱۴      |
| کاتارا، آنگ و ساکا با دهکده‌ای رو به رو می‌شوند که منحصراً به پیشگویی‌های پیشگویش، خاله وو، تکیه می‌کند. ساکا شک دارد و از باورکردن هرچه او می‌گوید امتناع می‌ورزد و تلاش می‌کند همه پیشگویی‌های او را رد کند. از سوی دیگر، ذهن کاتارا مشغول شده و مرتب برای پیشگویی بیشتر از زندگی عاشقانه‌اش پیش خاله وو می‌رود. آنگ که احساساتش نسبت به کاتارا گسترش یافته‌است، تقلا می‌کند به کلی توجه او را جلب کند. سرانجام او تلاش می‌کند گل نادر پاندا لیلی را از لب آتشفشان بیاورد که مشخص می‌کند آتشفشان در حال فوران است؛ تناقضی آشکار به پیشگویی‌های خاله وو. کاتارا و آنگ از آب‌افزاری استفاده می‌کنند تا ابرها را به عنوان خطر برای خاله وو و مردم دهکده دستکاری کنند و گروه موفق می‌شود دهکده را قبل فوران آتشفشان تخلیه کند. هنگامی که گدازه به سمت شهر می‌آید، آنگ آن را به وسیله بادافزاری قوی به عقب می‌راند، باعث می‌شود ساکا آنگ را یک «کنترل‌کننده قدرتمند» توضیح دهد. این باعث تعجب کاتارا می‌شود چرا که خاله وو پیش‌تر پیش‌بینی کرده بود که او با یک «کنترل‌کننده قدرتمند» ازدواج می‌کند. این سه نفر دهکده را ترک می‌کنند، خاله وو به آنگ یادآور می‌شود همان گونه که ابرها را تغییر شکل داد، او توانایی دارد تا سرنوشت خود را هم تغییر دهد. |            |                                  |               |                                         |                     |                   |          |
| ۱۵ | ۱۵         | «باتو از قبیله آب»               | جیانکارلو ولپ | ایان ویلکاکس                            | دی‌آر مووی           | ۷ اکتبر ۲۰۰۵      | ۱۱۵      |
| ساکا، آنگ و کاتارا یک کشتی ظاهراً رها گشته از قبیلهٔ آب پیدا می‌کنند که متعلق به ناو پدرشان است. ساکا و کاتارا هنگامی که باتو و یکی از دوستان قدیمی پدرشان را می‌بینند بسیار خوشحال می‌شوند و همراه دیگر اعضای قبیلهٔ آب می‌شوند. باتو در جنگ مجروح شده‌است و به‌طور موقت باقی سربازان قبیلهٔ آب تا زمانی که خوب شود، او را رها کردند. در حالی که او خاطرات روزهای گذشته را مرور می‌کند، آنگ احساس می‌کند کنار گذاشته شده‌است. نامه رسانی با نامه‌ای از پدر ساکا و کاتارا برای باتو با دستور رساندن نامه به وی می‌رسد. آنگ جلوی او را می‌گیرد و نامه را از ترس اینکه کاتارا و ساکا او را ترک کنند، نزد خودش نگه می‌دارد. او بعداً همه چیز را دربارهٔ نامه می‌گوید اما ساکا که از آنگ بابت مخفی نگه داشتن این موضوع عصبانی است پافشاری می‌کند که برود و پدرش را پیدا کند. کاتارا نیز با او همراه می‌شود. در همین حال، زوکو شکارچی جایزه‌بگیری به نام جون را استخدام می‌کند تا به او کمک کند که با بهره‌گیری از یک پستاندار بزرگ، شیرشو، با حس بویایی قوی و با استفاده از گردنبند کاتارا به عنوان رایحه، آواتار را ردیابی کند. این منجر به یک جنگ و درگیری می‌شود. کاتارا و ساکا کمک می‌کنند تا آنگ را نجات دهند و سفر جمعی خود به قطب شمال را از سر بگیرند. آنگ گردنبند کاتارا را پس از بازگرفتن از زوکو در حین جنگ به او پس می‌دهد. |            |                                  |               |                                         |                     |                   |          |
| ۱۶ | ۱۶         | «فراری»                          | لورن مک‌مولان  | تیم هدریک                               | جی‌ام انیمیشن        | ۲۱ اکتبر ۲۰۰۵     | ۱۱۶      |
| تیم آواتار به شهری در ملت آتش سفر می‌کنند که میزبان یک جشنوارهٔ فرهنگ ملت آتش است. در آنجا هویت آنگ کشف می‌شود اما مردی عجیب به نام چی، به فرار گروه کمک می‌کند. چی به آن سه در مورد یک مرد «فراری» به نام جئونگ جئونگ می‌گوید که اولین کسی است که از ارتش ملت آتش فرار کرده و زنده مانده‌است. از همه مهم‌تر، او یک استاد قوی آتش‌افزاری است که با ملت آتش هم پیمان نیست. در ابتدا جئونگ جئونگ از آموزش آنگ سر باز می‌زند چرا که او آمادگی لازم برای کنترل خرابی‌ای که آتش می‌تواند به همراه بیاورد را ندارد. تنها هنگامی که روح آواتار روکو وارد می‌شود جئونگ جئونگ به آموزش آنگ رضایت می‌دهد. آنگ کشمکشی با انضباط سختی برای آتش‌افزاری امن دارد و به‌طور تصادفی کاتارا را می‌سوزاند باعث خشمگین شدن ساکا و جئونگ جئونگ می‌شود. این موضوع باعث می‌شود کاتارا بفهمد که می‌تواند از آب افزاری برای شفا استفاده کند اما با این وجود، آنگ آتش‌افزاری را خطرناک می‌پندارد و عهد می‌کند که دیگر آن را انجام ندهد. در همین حال آنگ توسط دریاسالار ژائو گیر می‌افتد و متوجه می‌شود که ژائو شاگرد پیشین جئونگ جئونگ است. او با آنگ می‌جنگد اما آنگ با استفاده از عدم کنترل داشتن ژائو بر خود که جئونگ جئونگ قبلاً به آن اشاره کرده بود، او را مقابل کشتی‌هایش قرار می‌دهد و ژائو خود، باعث سوزاندن آن می‌شود و آنگ می‌تواند فرار کند. آنگ در طول جنگ می‌سوزد اما توسط کاتارا شفا پیدا می‌کند و جئونگ جئونگ بدون هیچ ردی ناپدید می‌شود. |            |                                  |               |                                         |                     |                   |          |
| ۱۷ | ۱۷         | «معبد باد شمالی»                 | دیو فیلونی    | الیزابت ولش                             | دی‌آر مووی           | ۴ نوامبر ۲۰۰۵     | ۱۱۷      |
| گروه شایعه‌ای را می‌شنود که مردمی در معبد باد شمالی زندگی می‌کنند که می‌توانند در هوا پرواز کنند. گروه از دانستن اینکه مردمی که «پرواز می‌کنند» بادافزار نیستند ناامید می‌شوند؛ آن‌ها فقط مردمانی هستند که یادگرفته‌اند چگونه به وسیله پاراگلایدر از جریان هوای قوی اطراف معبد استفاده کنند. آنگ از اینکه ساکنان فعلی به‌طور گسترده معبد را تغییر داده‌اند، اغلب به دیوارها ضربه می‌زنند و به معماری تزئین شده صحرانشینان باد لوله‌هایی وصل کرده‌اند تا آزمایش‌های ابتدایی خود با فشار بخار را پیش ببرند، ناراحت و متأثر است. تئو، یک جوان دچار فلج‌شدگی، از آنگ الهام می‌گیرد تا درِ تنها قسمت از معبد که دست نخورده باقی مانده را باز کند؛ جایگاه مقدس معبد باد. آنگ از دیدن اتاق تر و تازه که واقع انبار ده‌ها اختراع با نشان ملت آتش روی آن هاست شوکه می‌شود. پدر تئو، مکانیک ماهر، اعتراف می‌کند به ملت آتش با ساخت سلاح در عوض ضمانت در امان ماندن پسر و مردمش کمک می‌کند. وقتی ملت آتش می‌آید تا آخرین اختراع‌ها را جمع‌آوری کند، آنگ به آن‌ها می‌گوید که اینجا را ترک کنند. ملت آتش به حمله در مقابل معبد اقدام می‌کنند اما آنگ و روستایی‌ها موفق می‌شوند از مکان خود دفاع کنند. با این حال ملت آتش موفق به بازیابی جدیدترین اختراع مکانیک که یک بالون جنگی است می‌شوند. |            |                                  |               |                                         |                     |                   |          |
| ۱۸ | ۱۸         | «استاد آب‌افزاری»                 | جیانکارلو ولپ | مایکل دانته دی‌مارتینو                   | جی‌ام انیمیشن        | ۱۸ نوامبر ۲۰۰۵    | ۱۱۸      |
| گروه در نهایت به قبیلهٔ آب شمالی می‌رسد. ساکا با دختر رئیس قبیله، پرنسس یوئه ملاقات می‌کند و به سرعت مجذوب او می‌شود. آنگ و کاتارا به دنبال یادگیری آب‌افزاری از استادی به نام پاکو هستند. اما او از آموزش کاتارا امتناع می‌ورزد؛ چرا که زنان در قبیله آب شمالی آموزش می‌بینند تا تنها آب‌افزاری را برای شفا استفاده کنند. ساکا تلاش می‌کند که زمان بیشتری را با پرنسس یوئه پس از همان شبی که برای ملاقات موافقت می‌کند، بگذراند. با این حال زمانی که وقتش می‌رسد، یوئه نظرش عوض می‌شود و می‌گریزد. در همین حال، دریاسالار ژائو خدمه زوکو را برای مأموریتی که حمله به قطب شمال است فرماندهی می‌کند و در این روند نتیجه می‌گیرد که زوکو روح آبی که آنگ را نجات داده، بوده‌است. کاتارا تحت تأثیر نظر ساکا، پیشنهاد می‌دهد که آنگ آنچه از استاد پاکو یادمی‌گیرد را هر شب به او آموزش دهد. پاکو این موضوع را می‌فهمد و از آموزش بیشتر آنگ امتناع می‌ورزد. کاتارا در مقابل شورای قبیله، از معذرت خواهی کردن از پاکو سر باز می‌زند و او را به دوئل فرا می‌خواند و مهارت‌های قابل توجه و پتانسیل خود را نشان می‌دهد. ژائو دزدان دریایی «طومار آب افزاری» را استخدام می‌کند تا زوکو را بکشند. آن‌ها هنگامی که آیرو برای قدم زدن به بیرون رفته بود با آتش زدن کشتی به لنگر انداخته شده اقدام به این کار می‌کنند. ژائو در بندر ملت آتش وانمود می‌کند که نسبت به این موضوع افسوس می‌خورد و به عموی زوکو جایگاه ژنرالی سابق را در کنار او برای این مأموریت می‌دهد. آیرو قبول می‌کند اما معلوم می‌شود که ژائو را فریب می‌دهد تا به زوکو کمک کند مرگ خود را جعل کرده و به عنوان یک سرباز در کشتی ژائو مخفیانه مسافرت کند. در قطب شمال، پاکو متوجه گردن‌آویز کاتارا می‌شود که توسط مادرش و مادربزرگ قبل از او به وی رسیده‌است و می‌فهمد مادربزرگ کاتارا نامزد سابق وی، کانا است که او نیز نتوانست آداب و رسوم قبیلهٔ آب شمالی را تحمل کند و آن جا را ترک کرد تا زندگی جدیدی را در قبیلهٔ جنوبی شروع کند. ساکا اقدام به گفتن احساسش نسبت به یوئه به وی می‌کند و در نهایت یوئه را می‌بوسد. یوئه با ناراحتی به ساکا می‌گوید که او نیز همین احساس را به او دارد اما آن‌ها نمی‌توانند از زمانی که یوئه برای ازدواج نامزد کرده‌است با هم باشند. روز بعد، پاکو موافقت می‌کند که به هر دو، آنگ و کاتارا، آموزش دهد، این در حالی است که ناوگان عظیم ژائو به قطب شمال عازم است. |            |                                  |               |                                         |                     |                   |          |
| ۱۹ | ۱۹         | «محاصره شمال، بخش ۱»             | لورن مک‌مولان  | جان اوبریان                             | دی‌آر مووی           | ۲ دسامبر ۲۰۰۵     | ۱۱۹      |
| مدتی بعد کاتارا به شاگرد برتر استاد پاکو تبدیل شد. ساکا و یوئه وقت بیشتری را با هم سپری می‌کردند؛ از جمله سواری روی آپا. در این میان ساکا متوجه طوفان «دوده» می‌شود. نشانه‌ای از حمله قریب‌الوقوع نیروی دریایی آتش. در حالی که قبیله برای جنگ آماده می‌شود، رئیس از داوطلبان یک مأموریت خطرناک را درخواست می‌کند. ساکا به سرعت با آن موافقت می‌کند. با نزدیک شدن ناوگان ژائو، آیرو زوکو را که با لباس مبدل در میان نگهبانان ملت آتش بود ملاقات می‌کند و او به آیرو می‌گوید که درحال کار بر روی نقشهٔ خودش است. در قبیلهٔ شمالی حالت حمله گرفته شده‌است و حمله آغاز می‌شود. آنگ و آپا بر روی از کار انداختن کشتی رهبر ملت آتش کار می‌کنند. در تدارک مأموریت مخفی رئیس برای نفوذ به نیروی دریایی آتش، ساکا بدون آنکه بداند او همسر آینده یوئه است با سربازی شمالی به نام هان درگیر می‌شود. با نزدیک شدن شب، آیرو به ژائو هشدار می‌دهد که حمله را متوقف کند چرا که آب‌افزارها از ماه تقریباً کامل، نیرویی قوی می‌گیرند. ژائو با می‌گوید که در حال کار روی این موضوع است اما موقتاً با پیشنهاد آیرو موفقت می‌کند. بعد از آن آیرو با زوکو ملاقات می‌کند که نقشه‌ای دارد؛ نفوذ به قطب شمال برای گرفتن آنگ با قایقی از کشتی ژائو. او با اینکه نزدیک به غرق شدن بود راه را به شهر پیدا می‌کند. در همین حال آنگ و کاتارا توسط یوئه به واحه‌ای روحانی در بالای شهر آورده می‌شوند تا بلکه آنگ بتواند روح ماه و اقیانوس را برای کمک پیدا کند. آنگ شروع به مدیتیشن در جلوی حوض کوی با دو ماهی که به در هم می‌چرخند می‌کند و وقتی متوجه شباهت آن‌ها به یین و یانگ می‌شود و وارد دنیای ارواح می‌شود. زوکو سر می‌رسد و تا طلوع صبح با کاتارا می‌جنگد. هنگامی که او را شکست می‌دهد، با جسد آنگ می‌گریزد، چرا که ملت آتش حمله را از سر گرفته‌است. |            |                                  |               |                                         |                     |                   |          |
| ۲۰ | ۲۰         | «محاصره شمال، بخش ۲»             | دیو فیلونی    | آرون اهاز                               | جی‌ام انیمیشن        | ۲ دسامبر ۲۰۰۵     | ۱۲۰      |
| زوکو تلاش می‌کند تا برای خود و آنگ در سرددشت یخ‌زده سرپناهی پیدا کند. در این حال، ساکا، کاتارا و یوئه به دنبال آن‌ها و ملت آتش در حال حمله به شهر هستند. در دنیای ارواح، روکو با آنگ ارتباط برقرار می‌کند و به او می‌گوید که روح اقیانوس و ماه مدت‌ها پیش به دنیای فانی رفته‌اند و تنها یک روح به اندازه کافی قدیمی است تا بتواند آن را به یاد بیاورد: کو، یک روح صورت‌دزد. آنگ باید هنگام ملاقات با وی هیچگونه حس و احساسی از خود نشان ندهد وگرنه صورتش از سرش دزدیده می‌شود. در دنیای فیزیکی ژائو نقشهٔ کلی خود را یه آیرو می‌گوید: هنگام خدمت در پادشاهی خاک به عنوان یک ستوان جوان، ژائو یک کتابخانه مخفی زیرزمینی را پیدا می‌کند که برای او شکل فانی روح ماه را معلوم می‌کند. ژائو معتقد است که سرنوشت او کشتن این ارواح است. آنگ از طریق کو می‌فهمد که نام ارواح تای و لی است. و متوجه خطری که آن‌ها در آن هستند می‌شود چرا که ماهی‌های کوی همان ارواح هستند. او به سرعت به دنیای فیزیکی بر می‌گردد و تصادفاً توجه کاتارا، ساکا و یوئه را به خودش جلب می‌کند. زوکو به سرعت شکست می‌خورد اما آنگ تصمیم می‌گیرد که او را نجات دهد. هنگامی که آن‌ها با پرواز بر می‌گردند، دریاسالار ژائو ارواح ماه را می‌گیرد و باعث ماه گرفتگی و از بین رفتن توایی آب‌افزاری می‌شود. آنگ و آیرو به ژائو هشدار می‌دهند که تمام جهان به تعادل میان ماه و اقیانوس بستگی دارد. ژائو ابتدا تسلیم می‌شود اما بعد با عصبانیت حمله می‌کند و روح ماه را می‌کشد و ماه را کاملاً به تاریکی می‌برد. آیرو به ژائو و نگهبانانش حمله می‌کند و ژائو به سرعت می‌گریزد. آنگ به حالت آواتاری می‌رود و با روح ماه یکی می‌شود، نیروهای ملت آتش را نابود می‌کند. زوکو و ژائو با هم به شدت می‌جنگند، در این هنگام آیرو با تیم آواتار باقی می‌ماند تا تلاش کند روح ماه را احیا کند. آیرو تشخیص می‌دهد یوئه هنگام کودکی تحت تأثیر روح ماه بوده و سفیدی موهایش هم از این بابت است و یوئه می‌تواند جرقه زندگی را برگرداند و خودش را برای نجات روح ماه قربانی کند. او شکل روح ماه را به خود می‌گیرد و آخرین بوسه خداحافظی را به ساکا می‌بخشد. ژائو توسط روح ماه به زیر آب اقیانوس کشیده می‌شود و مغرورانه کمک زوکو برای نجات را قبول نمی‌کند. فصل با تدهین کردن کاتارا و آنگ توسط پاکو به عنوان استاد جدید آب‌افزاری در حالی که گروه در حال تفکر برای ماجراجویی بعدی خود هستند به پایان می‌رسد. در این هنگام ارباب آتش اوزای، خواهر زوکو را برای شکار عموی خائن و برادر شکست خورده‌اش در اقدامات قطب شمال مأمور می‌کند. |            |                                  |               |                                         |                     |                   |          |

## ساخت
برنامه توسط نیکلودئون تولید و پخش شد و متعلق به ویاکوم بود. تهیه‌کنندگان اجرایی و سازندگان مایکل دانته دیمارتینو و برایان کونیتزکو بودند که در کنار نویسندهٔ اصلی و تهیه‌کننده، آرون اهاز کار می‌کردند. هشت قسمت توسط دیو فیلونی کارگردانی شد. لورن مک‌مولان و جیانکارلو ولپ هر کدام پنج قسمت و آنتونی لیویی دو قسمت را کارگردانی کردند.
قسمت‌ها توسط نویسنده یا نویسندگان تیم نوشته می‌شد، از جمله نیک مالیس، جان اوبریان، متیو هوبارد، جیمز ایگان، ایان ویلکاکس، تیم هدریک و الیزابت ولش. تمام موسیقی‌های برنامه توسط «تیم آهنگ» متشکل از جرمی زاکرمن و بنجامین وین ساخته شد که زاکرمن به دلیل اینکه هم اتاقی کنیتزکو بود به عنوان تهیه‌کننده هم شناخته شد. دو استودیوی متناوب کره‌ای برای فراهم کردن پشتیبانی تولید انیمیشن برای این سریال ثبت نام شدند؛ دی‌آر مووی و جی‌ام انیمیشن.

## عوامل
اگر چه نه همه آن‌ها اما بیشتر شخصیت‌های اصلی برنامه در اولین قسمت‌ها حضور پیدا کردند: زک تایلر آیزن صدای آنگ، می ویتمن صدای کاتارا، جک دسنا صدای ساکا، دانته باسکو صدای زوکو، ماکو صدای آیرو و دی بردلی بیکر صدای آپا و مومو.شخصیت‌های مکمل فرعی عبارتند از جیسون آیزکس صدای دریاسالار ژائو و کرافورد ویلسون صدای جت.

## پذیرش
منتقدان فیلم از فصل اول آواتار: آخرین بادافزار استقبال کردند چرا که آن توجه «مخاطبی فراتر از بازار کودکان با انیمیشن تُرد و داستان گویی لایه‌ای» را جلب می‌کرد.در بازبینی جمعی راتن تومیتوز، منتقدان برای فصل اول بر «ترکیبی درخشان از جادو، شوخ‌طبعی و ماجراجویی، آواتار، کلاسیکی لحظه‌ای» اجماع داشتند. درمورد کیفیت فیلم و تصویر، گورد لیسی از تی‌وی‌شوزآن‌دی‌وی‌دی.کام ادعا دارد: «رنگ‌ها درخشان و تصویر تقریباً بی عیب و نقص است». او بعداً در یک بررسی گفت: «صدا خیلی خوب، همراه با افکت‌های جهت‌دار و نشانه‌های خوب موسیقی است». کریستینا اوربان، منتقد بارنز اند نوبل این فصل را تحسین کرد و آن را ترکیبی استادانه از «عناصر هنرهای رزمی چینی، بودیسم تبتی، اشکال هنرهای رزمی ژاپنی و حتی عقاید معنوی هندو» دانست. به گفته آرون بینوم از انیمیشن‌اینسایدر.نت  «این مجموعه در ماه مه، سال به سال سودهای دو رقمی داشته‌است» او همچنین گفت این برنامه در میان پسران نه تا چهارده ساله محبوب بوده و بسیاری از گروه‌های سنی و جنسیتی را در میان ۱٫۱ میلیون تماشاگر در هر قسمت جذب کرده‌است.
فصل علاوه بر این، جایزه‌های زیادی را در طول مدت پخش کسب کرد. در میان سی و سومین جشنوارهٔ سالانهٔ جایزه آنی، نامزد جایزهٔ «بهترین انیمیشن تولیدی تلویزیون» شد. این انیمیشن بابت قسمت «پیشگو»، نامزد جایزهٔ «نویسنده انیمیشن تولیدی تلویزیون» شد. برای قسمت «فراری» نامزد و برندهٔ جایزهٔ «داستان‌نویسی انیمیشن تولیدی تلویزیون» شد. در خلال جوایز پولسینلا در سال ۲۰۰۵، این فصل برندهٔ جایزهٔ «بهترین اکشن/ماجراجویی سریال تلویزیونی» و هم چنین جایزهٔ عمومی «بهترین سریال تلویزیونی» شد.

## انتشار دی‌وی‌دی

### منطقه ۱
نیکلودئون در ۳۱ ژانویه ۲۰۰۶ شروع به انتشار دی وی دی‌های فصل یک در آمریکای شمالی که همراه با مجموعه ای از مجموعه‌های تک دیسکی که هر چهار قسمت را در یک دیسک شامل می‌شد، کرد. بعداً بسته کامل مجموعه کتاب اول در ۱۲ سپتامبر ۲۰۰۶ منتشر شد که همه بیست قسمت به اضافه موارد اضافی در شش دیسک را شامل می‌شد.

### منطقه ۲
نسخه‌های پال مجموعه جلد تک دیسک در ۱۹ فوریه ۲۰۰۷ شروع به انتشار کرد. همانند دی‌وی‌دی‌های اصلی ان‌تی‌اس‌سی منطقه یک، هر مجموعه شامل چهار قسمت در هر دیسک است. بسته کامل مجموعه کتاب اول در ۲۶ ژانویه ۲۰۰۹ منتشر شد و شامل تمام بیست قسمت در چهار دیسک می‌شد. این انتشارهای منطقه دو فاقد تفسیر صوتی و سایر دی‌وی‌دی‌های اضافی نسخه‌های منطقه یک هستند.
| جلد         | دیسک‌ها | قسمت‌ها | تاریخ انتشار    | تاریخ انتشار   | تاریخ انتشار |
| جلد         | دیسک‌ها | قسمت‌ها | منطقه ۱         | منطقه ۲        | منطقه ۴      |
| ----------- | ------ | ------ | --------------- | -------------- | ------------ |
| ۱           | ۱      | ۴      | ۳۱ ژانویه ۲۰۰۶  | ۱۹ فوریه ۲۰۰۷  | ۱۵ مارس ۲۰۰۷ |
| ۲           | ۱      | ۴      | ۲۸ مارس ۲۰۰۶    | ۴ ژوئن ۲۰۰۷    | ۵ ژوئیه ۲۰۰۷ |
| ۳           | ۱      | ۴      | ۳۰ مه ۲۰۰۶      | ۳ سپتامبر ۲۰۰۷ | ۱۳ مارس ۲۰۰۸ |
| ۴           | ۱      | ۴      | ۱۸ ژوئیه ۲۰۰۶   | ۱۸ فوریه ۲۰۰۸  | ۱۹ ژوئن ۲۰۰۸ |
| ۵           | ۱      | ۴      | ۱۹ سپتامبر ۲۰۰۶ | ۲۶ مه ۲۰۰۸     | ۵ مارس ۲۰۰۹  |
| بسته مجموعه | ۶      | ۲۰     | ۱۲ سپتامبر ۲۰۰۶ | ۲۶ ژانویه ۲۰۰۹ | ۴ ژوئن ۲۰۰۹  |

## اقتباس سینمایی
آخرین بادافزار یک فیلم لایو اکشن بر اساس فصل اول همین انیمیشن تلویزیونی سریالی است و در ۱ ژوئیه ۲۰۱۰ اکران نمایشی شد. کارگردان این فیلم ام. نایت شامالان بوده‌است.